# Torres d'Alàs
Torres d'Alàs és un nucli de població disseminat del municipi d'Alàs i Cerc de la comarca de l'Alt Urgell. Es troba en un serrat a la dreta del riu Segre, a diferència de la resta de poblacions del municipi. S'hi pot trobar l'església de Sant Pere de Torres.